# Sportovní pistole 30+30

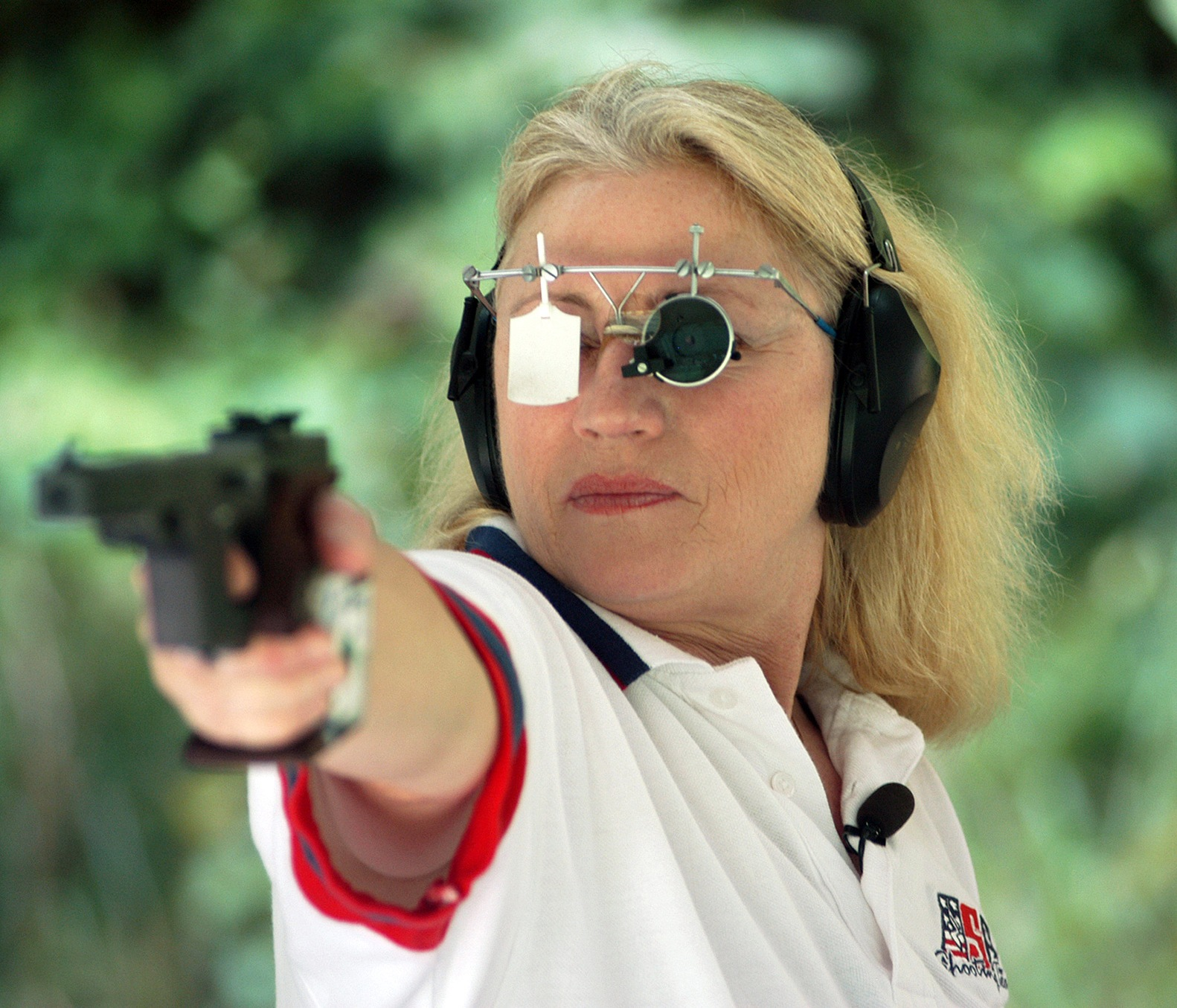
Elizabeth Callahan, střelba z pistole na 25 metrů (ženy)

Sportovní pistole (SP 30+30) je ženská olympijská disciplína sportovní střelby. Její neolympijskou mužskou obdobou je Velkorážná pistole (VP 30+30), která má podobná pravidla, ale jinou ráži zbraně. Ráže zbraně určená pro disciplínu SP 30+30 je 5,6 mm (22LR). Minimální odpor spouště je stanoven na 1000 g.

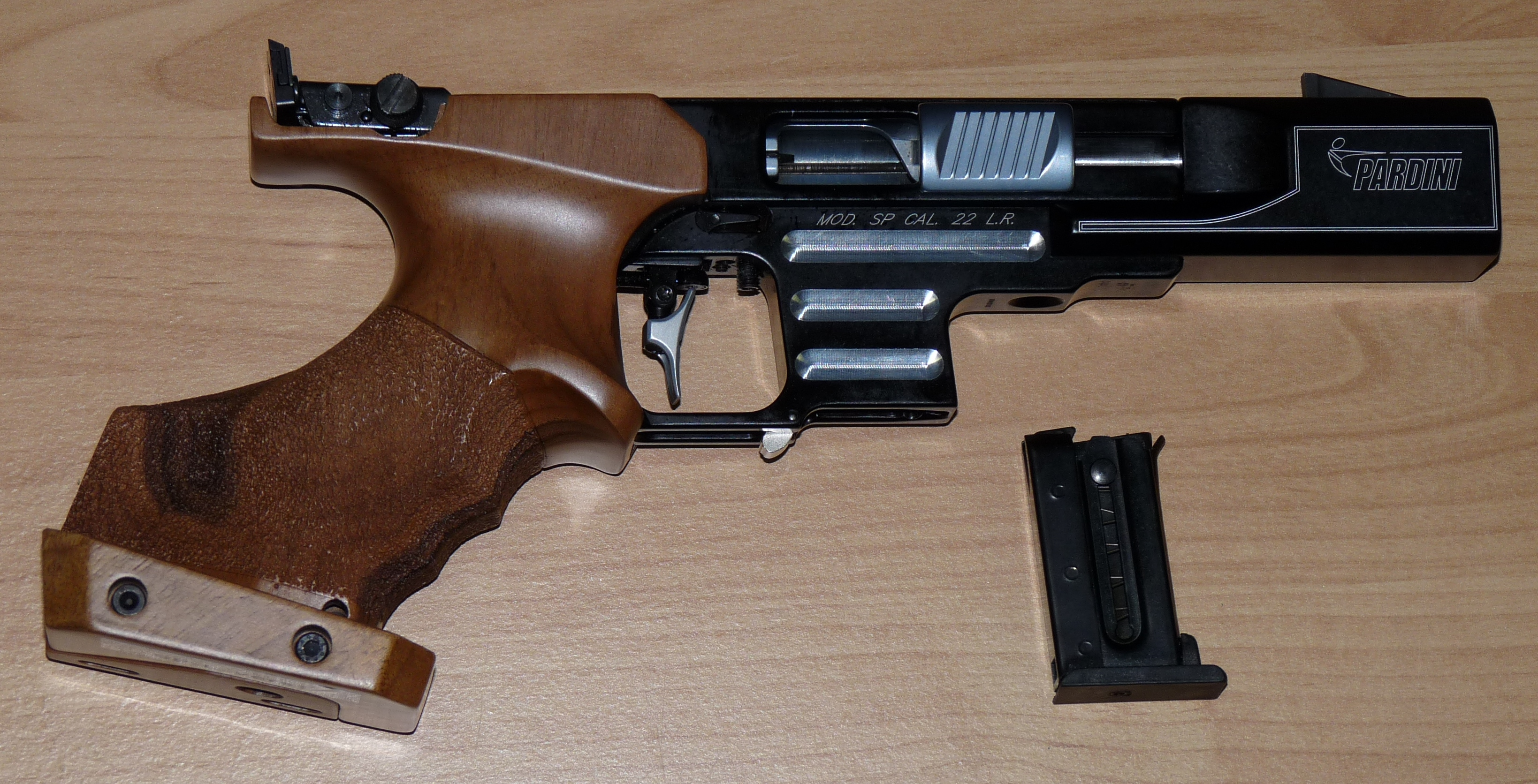
Pistole Pardini SP1

## Průběh závodu

Přesný terč na 25 metrů a pistolový terč na 50 metrů

Závod se dělí na dvě části – pevný terč (precision) a otočný terč (rapid fire).

### Pevný terč
Tato část bývá také nazývána "mířená" nebo "přesná".
Rozměry terče: desítka má průměr 5 cm, černý střed 20 cm a jednička 50 cm.
Závod: střílí se 6 sérií po pěti ranách (+1 nástřelná série) v čase 5 minut na jednu položku. Příprava trvá 5 minut a před každou položkou je 1 minuta na nabíjení.

### Otočný terč
Rozměry terče: v roce 1992 byl zaveden terč kruhový. Bodové hodnoty 5 až 10 (pětka má rozměr 50 cm, desítka má rozměr 10 cm). Z obou stran (přes kruhy 5 až 7) jsou tištěny bílé vodorovné čáry.

Terč pro rychlopalnou pistoli na 25 metrů

Závod: opět se střílí 6 sérií po pěti ranách s jednou nástřelnou položkou a minutou na nabíjení. V jedné sérii se otáčí terč v intervalech 7/3 sekundy (7 sekund zavřený – hranou směrem ke střelci, 3 sekundy otevřený – terč otočený na střelce). Během sedmisekundového intervalu musí mít střelec ruku v pohotovostní poloze (45°), nesmí s ní nijak hýbat ani ji pokládat. V okamžiku otočení terče musí střelec pokud možno co nejplynuleji vyjet na terč a spustit. Pokud je střelnice vybavena elektronickými terči (u nás pouze v Plzni), tak je otáčení terče nahrazeno červeným a zeleným světlem – červená zavřený, zelená otevřený.

## Hodnocení
Závod se hodnotí na celá čísla tzn. maximum 600 bodů. Pokud nastane na konci závodu shoda na medailovém umístění, následuje rozstřel, pokud na umístění rozhodujícím o finále, pak se rozhoduje podle počtu centrových desítek a podle položek od konce závodu (v tomto pořadí).

## Finále
Od roku 2013 se v této disciplíně střílí finále nového formátu. Střílí se od nuly a postupuje do něj 8 nejlepších střelkyň z kvalifikace. Na úvod je třeba zdůraznit, že ve finále je oproti základnímu závodu zcela jiný způsob hodnocení a to zásah/nezásah. Zásah je určen bodovou hodnotou 10,2 a výše. Samotné finále má pak dvě části – semifinále a souboje o medaile.

### Semifinále
Semifinále střílí všechny účastnice najednou. Nejdříve je dvouminutová příprava. Poté následuje povel nabíjet a jedna nástřelná série. Po této sérii přichází na řadu představení finalistek. Po představení následuje dalších 5 pětiranných položek, které se navzájem sčítají a určí pořadí finalistek do medailových soubojů. První dvě závodnice s nejvyšším počtem zásahů postupují do souboje o zlatou medaili, druhé dvě (3. a 4.) v pořadí postupují do souboje o bronz. Zbylé střelkyně končí v pořadí, které obsadily v semifinále. Pokud jsou shody v pořadí, které brání určit účastnice medailových soubojů, následují rozstřely.

### Medailové souboje
Zde nastupuje nejdříve dvojice soupeřící o bronz. Jelikož střílí vždy jen dvě závodnice, je každá série pojata jako "minisouboj", kdy závodnice s více zásahy v sérii získá 2 body (při shodě po jednom bodu). Medailový souboj vyhraje ta závodnice, která první dosáhne sedmi bodů. V případě, že nastane situace, kdy budou mít obě závodnice po šesti bodech a následně budou střílet pokaždé stejný počet zásahů, může být finále nekonečné.

## Rekordy

### České rekordy
Přesto, že je disciplína na OH pouze v ženské kategorii, v Česku ji střílí i muži, junioři a dorostenci.
| Kategorie  | Jméno                  | Výsledek |
| ---------- | ---------------------- | -------- |
| Muži       | Šafránek Pavel         | 591      |
| Junioři    | Těhan Tomáš            | 591      |
| Ženy       | Marušková Lenka        | 594      |
| Juniorky   | Marušková-Hyková Lenka | 588      |
| Dorostenci | Těhan Tomáš            | 581      |
| Dorostenky | Marušková-Hyková Lenka | 585      |

### Světové rekordy[2]
Ženy – 594 (IORGOVA Diana, TAO Luna)
Juniorky – 593 (SALUKVADZE Nino)